# Hilperton
Hilperton – wieś w Anglii, w hrabstwie Wiltshire. Leży 40 km na północny zachód od miasta Salisbury i 145 km na zachód od Londynu. W 2001 miejscowość liczyła 4284 mieszkańców.